# Space Manbow
Space Manbow (スペースマンボウ?) è un videogioco del 1989 sviluppato e pubblicato da Konami per MSX. Sparatutto a scorrimento simile a Gradius, il gioco ha ricevuto una conversione per Wii.

## Modalità di gioco
In Space Manbow si guida una navicella spaziale a forma di pesce, dotata di due diverse armi.